# Oxford Book of English Verse
O Oxford Book of English Verse, 1250–1900 é uma antologia da poesia anglófona, editada por Arthur Quiller-Couch, cuja influência foi substancial sobre o gosto popular e percepção da poesia por pelo menos uma geração. A obra foi publicada pelo Oxford University Press em 1900; na sua impressão em papel indiano, a obra foi levada ao longo do império britânico e durante guerras conhecida como um livro de viagem.
Foram vendidos cerca de 500 000 cópias na sua primeira edição. Em 1939, o editor revisou a obra, removendo diversos poemas (especialmente aqueles do fim do século XIX), os quais arrependeu-se de adicionar e incluindo no lugar muitos poemas publicados antes de 1901, assim como poemas publicados até 1918. A segunda edição está disponível na Internet.
Várias obras sucessoras tem nomes ligeiramente diferentes.
O advogado da ficção Horace Rumpole é conhecido por ter esse livro consigo todo o tempo, e citar muitos dos seus poemas dentro e fora do corte.
Como dedicatória a obra possui: To the President and Fellows and Scholars of Trinity College Oxford / a house of learning; ancient, liberal, humane, and my most kindly nurse

## Oxford Book of English Verse 1250–1918(edição de 1939)
Revisão de Quiller-Couch. Poetas incluídos:
- Abraham Cowley
- Agnes Mary Frances Duclaux
- Alexander Brome
- Alexander Montgomerie
- Alexander Pope
- Alexander Scott
- Alfred Edward Housman
- Alfred Noyes
- Algernon Charles Swinburne
- Alice Meynell
- Allan Cunningham
- Allan Ramsay
- Andrew Lang
- Andrew Marvell
- Anna Laetitia Barbauld
- Anthony Munday
- Aphra Behn
- Arthur Christopher Benson
- Arthur Hugh Clough
- Aubrey De Vere - Sir Aubrey de Vere
- Ben Jonson
- Bliss Carman
- Bret Harte
- Bryan Waller Procter
- Carolina, Lady Nairne
- Caroline Elizabeth Sarah Norton
- Charles Cotton
- Charles Hamilton Sorley
- Charles Kingsley
- Charles Lamb
- Charles Sackville, Earl of Dorset
- Charles Tennyson Turner
- Charles Wesley
- Charles Whitehead
- Charles Williams
- Charles Wolfe
- Christina Georgina Rossetti
- Christopher Marlowe
- Christopher Smart
- Coventry Patmore
- Dante Gabriel Rossetti
- Dora Sigerson
- Douglas Hyde
- Earl of Dorset
- Ebenezer Elliott
- Ebenezer Jones
- Eden Phillpotts
- Edgar Allan Poe
- Edmund Blunden
- Edmund Spenser
- Edmund Waller
- Edward FitzGerald
- Edward Thomas
- Edward Thurlow, Lord Thurlow
- Elizabeth Barrett Browning
- Emily Brontë
- Emily Dickinson
- Emily Lawless
- Ernest Dowson - Sir Francis Hastings Doyle
- Ernest Rhys
- Fanny Greville
- Felicia Dorothea Hemans
- F. or W. Davison
- Frances Bannerman
- Francis Beaumont
- Francis Mahony
- Francis Quarles
- Francis Thompson
- Francis William Bourdillon
- Frederick Tennyson
- Fulke Greville, Lord Brooke
- Geoffrey Chaucer
- George Chapman
- George Crabbe
- George Darley
- George du Maurier
- George Fox
- George Gascoigne
- George Gordon, Lord Byron
- George Herbert
- George MacDonald
- George Meredith
- George Peele
- AE
- George Wither
- Gerald Griffin
- Gerard Manley Hopkins
- Giles Fletcher
- G. K. Chesterton
- Gordon Bottomley
- Hartley Coleridge
- Henry Austin Dobson
- Henry Carey
- Henry Charles Beeching
- Henry Clarence Kendall
- Henry Constable
- Henry Cust
- Henry Howard, Earl of Surrey
- Earl of Surrey
- Henry King
- Henry Rowe
- Sir Henry Taylor
- Henry Vaughan
- Henry Wadsworth Longfellow
- Herbert Edward Palmer - Sir Gilbert Parker
- Herbert Trench
- Hilaire Belloc
- Isaac Watts
- Isabel Pagan
- James Beattie
- James Clarence Mangan
- James Elroy Flecker
- James Graham, Marquis of Montrose
- Leigh Hunt
- James Hogg
- James I of Scotland
- James Joyce
- James Shirley
- James Stephens
- James Thomson ('B.V.')
- James Thomson (The Seasons)
- Jane Elliot
- Jasper Mayne
- Jean Ingelow
- Jeremiah Joseph Callanan[1]
- Joanna Baillie
- John Barbour
- John Boyle O'Reilly
- John Bunyan
- John Clare
- John Davidson
- John Donne
- John Dryden
- John Fletcher
- John Ford
- John Gay
- John Gibson Lockhart
- John Greenleaf Whittier
- John Reynolds
- John Heywood
- John Keats
- John Keble
- John Kenyon
- John Leicester Warren, Lord De Tabley
- John Lydgate
- John Lyly
- John Masefield
- John Milton
- John Oldham
- John Ruskin
- John Scott of Amwell
- John Sheffield, Duke of Buckinghamshire
- John Skelton
- Sir John Suckling
- John Webster
- John Wilmot, Earl of Rochester
- Joseph Addison
- Joseph Blanco White
- Joshua Sylvester
- Julian Grenfell
- Katharine Tynan Hinkson
- Katherine Philips
- Lady Anne Lindsay
- Lascelles Abercrombie
- Laurence Binyon
- Lionel Johnson
- Lord Alfred Douglas
- Lord Herbert of Cherbury
- Lord Tennyson
- Margaret Louisa Woods
- Mark Akenside
- Mark Alexander Boyd
- Mary Elizabeth Coleridge
- Mary Lamb
- Matthew Arnold
- Matthew Prior
- May Probyn
- Michael Bruce
- Michael Drayton
- Nicholas Breton
- Nicholas Grimald
- Norman Gale
- Oliver Goldsmith
- Oliver St. John Gogarty
- Orinda
- Padraic Colum
- Percy Bysshe Shelley
- Phineas Fletcher
- Ralph Hodgson
- Ralph Waldo Emerson
- Richard Barnefield
- Richard Crashaw
- Richard Doddridge Blackmore
- Richard Edwardes
- Richard Henry Horne
- Richard Jago
- Richard Le Gallienne
- Richard Lovelace
- Lord Houghton
- Richard Rowlands
- Richard Watson Dixon
- Robert Bridges
- Robert Browning
- Robert Burns
- Robert Cunninghame-Grahame of Gartmore
- Robert Greene
- Robert Henryson
- Robert Herrick
- Robert Louis Stevenson
- Robert Mannyng of Brunne
- Robert Southey
- Robert Stephen Hawker
- Robert Wever
- Rudyard Kipling
- Rupert Brooke
- Samuel Daniel
- Sir Samuel Ferguson
- Samuel Johnson
- Samuel Rogers
- Samuel Taylor Coleridge
- Selwyn Image
- Siegfried Sassoon
- Sir Charles Sedley
- Sir Edmund Gosse
- Sir George Etherege
- Sir Henry Newbolt
- Sir Henry Wotton
- Sir John Beaumont
- Sir John Davies
- Sir Philip Sidney
- Sir Richard Fanshawe
- Sir Robert Ayton - Lady Grizel Baillie
- Sir Walter Raleigh
- Sir Walter Scott
- Sir William Davenant
- Stephen Hawes
- Sydney Dobell
- Thomas Babington Macaulay, Lord Macaulay
- Thomas Campbell
- Thomas Campion
- Thomas Carew
- Thomas Chatterton
- Thomas Dekker
- Thomas d'Urfey
- Thomas Edward Brown
- Thomas Flatman
- Thomas Gray
- Thomas Hardy
- Thomas Heywood
- Thomas Hoccleve
- Thomas Hood
- Thomas Jordan
- Thomas Lodge
- Thomas Lovell Beddoes
- Thomas Love Peacock
- Thomas Moore
- Thomas Nashe
- Thomas Osbert Mordaunt
- Thomas Otway
- Thomas Parnell
- Thomas Randolph
- Thomas Stanley
- Thomas Traherne
- Thomas Webbe
- Thomas William Rolleston
- Sir Thomas Wyatt
- Tobias George Smollett
- T. Sturge Moore
- Walter Chalmers Smith
- Walter de la Mare
- Walter Savage Landor
- Walt Whitman
- William Henry Davies
- Wilfred Owen
- Wilfrid Scawen Blunt
- Wilfrid Thorley
- William Alexander, Earl of Stirling
- William Allingham
- William Barnes
- William Bell Scott
- William Blake
- William Brighty Rands
- William Broome
- William Browne of Tavistock
- William Butler Yeats
- William Cartwright
- William Collins
- William Congreve
- William Cornish
- William Cowper
- William Cullen Bryant
- William Dean Howells
- William Drummond of Hawthornden
- William Dunbar
- William Ernest Henley
- William Habington
- William Cory
- Sir William Jones
- William Langland
- William Lisle Bowles
- William Makepeace Thackeray
- William Morris
- William Oldys
- William Philpot
- William Shakespeare
- William Shenstone
- William Sidney Walker
- William Stevenson
- William Strode
- William Thom
- William Walsh
- Sir William Watson
- William Wordsworth
- Winthrop Mackworth Praed